# Сапингтон (Мисури)
Сапингтон (енгл. Sappington) насељено је место без административног статуса у америчкој савезној држави Мисури.

## Демографија
По попису из 2010. године број становника је 7.580, што је 293 (4,0%) становника више него 2000. године.
| Група             | 2000.         | 2010.         |
| Белци             | 6.980 (95,8%) | 6.999 (92,3%) |
| Афроамериканци    | 47 (0,6%)     | 112 (1,5%)    |
| Азијати           | 133 (1,8%)    | 206 (2,7%)    |
| Хиспаноамериканци | 75 (1,0%)     | 146 (1,9%)    |
| Укупно            | 7.287         | 7.580         |